# ماندور
ماندور (به انگلیسی: Mandsaur) یک منطقهٔ مسکونی در هند است که در مادیا پرادش واقع شده‌است.